# Denys Carnill
Denys John Carnill (* 11. März 1926 in Hampstead, London; † 30. März 2016 in Worthing) war ein britischer Hockeyspieler, der vor allem als Verteidiger eingesetzt wurde.

## Leben
Bei den Olympischen Spielen 1952 in Helsinki trat Denys Carnill mit der britischen Mannschaft an und wurde in allen drei Spielen eingesetzt. Nach dem 1:0-Sieg gegen die belgische Mannschaft im Viertelfinale trafen die Briten im Halbfinale auf die indische Mannschaft und unterlagen mit 1:3. Im Spiel um den dritten Platz gegen die Mannschaft Pakistans gewannen die Briten 2:1.
Vier Jahre später bei den Olympischen Spielen 1956 in Melbourne war Carnill Kapitän seiner Mannschaft. Die Briten gewannen ihre Vorrundengruppe und unterlagen im Halbfinale der Mannschaft Pakistans mit 2:3. Das Spiel um die Bronzemedaille gegen die deutsche Mannschaft verloren die Briten mit 1:3.
Auch bei den Olympischen Spielen 1960 in Rom war Carnill Kapitän der britischen Mannschaft. Die Briten belegten in ihrer Vorrundengruppe den zweiten Platz hinter den Spaniern, wobei das Duell der beiden Teams mit 0:0 endete. Im Viertelfinale gewannen die Briten nach Verlängerung 2:1 gegen die Kenianer. Im Halbfinale unterlagen sie der indischen Auswahl mit 0:1. Im Spiel um den dritten Platz trafen die Briten dann wieder auf die Spanische Mannschaft und verloren 1:2.
Denys Carnill bestritt 27 Länderspiele für die britische Nationalmannschaft und 45 Länderspiele für die englische Nationalmannschaft. Auf Vereinsebene trat er für den Cheltenham Hockey Club an.
Carnill besuchte das Worcester College und das Trinity College in Oxford und gehörte von 1949 bis 1951 dem Hockeyteam der University of Oxford an. Daneben war er auch als Cricketspieler aktiv und trat 1950 in einem Spiel im First-Class Cricket für Oxford an. Ab 1951 war er 33 Jahre lang Lehrer an der Dean Close Public School in Cheltenham, wo er in den Fächern Geschichte, Wirtschaft und Hockey unterrichtete.